# Egersa Goro
Egersa Goro è una città dell'Etiopia, situata nella regione di Oromia.
La città è nota per aver dato i natali a Tafarì Maconnèn, il futuro imperatore d'Etiopia Hailé Selassié I.
Durante la guerra dell'Ogaden la città fu occupata da truppe somale; venne riconquistata tra il 5 ed il 9 febbraio da truppe etiopi provenienti da Combolcià.